# 港墘假山

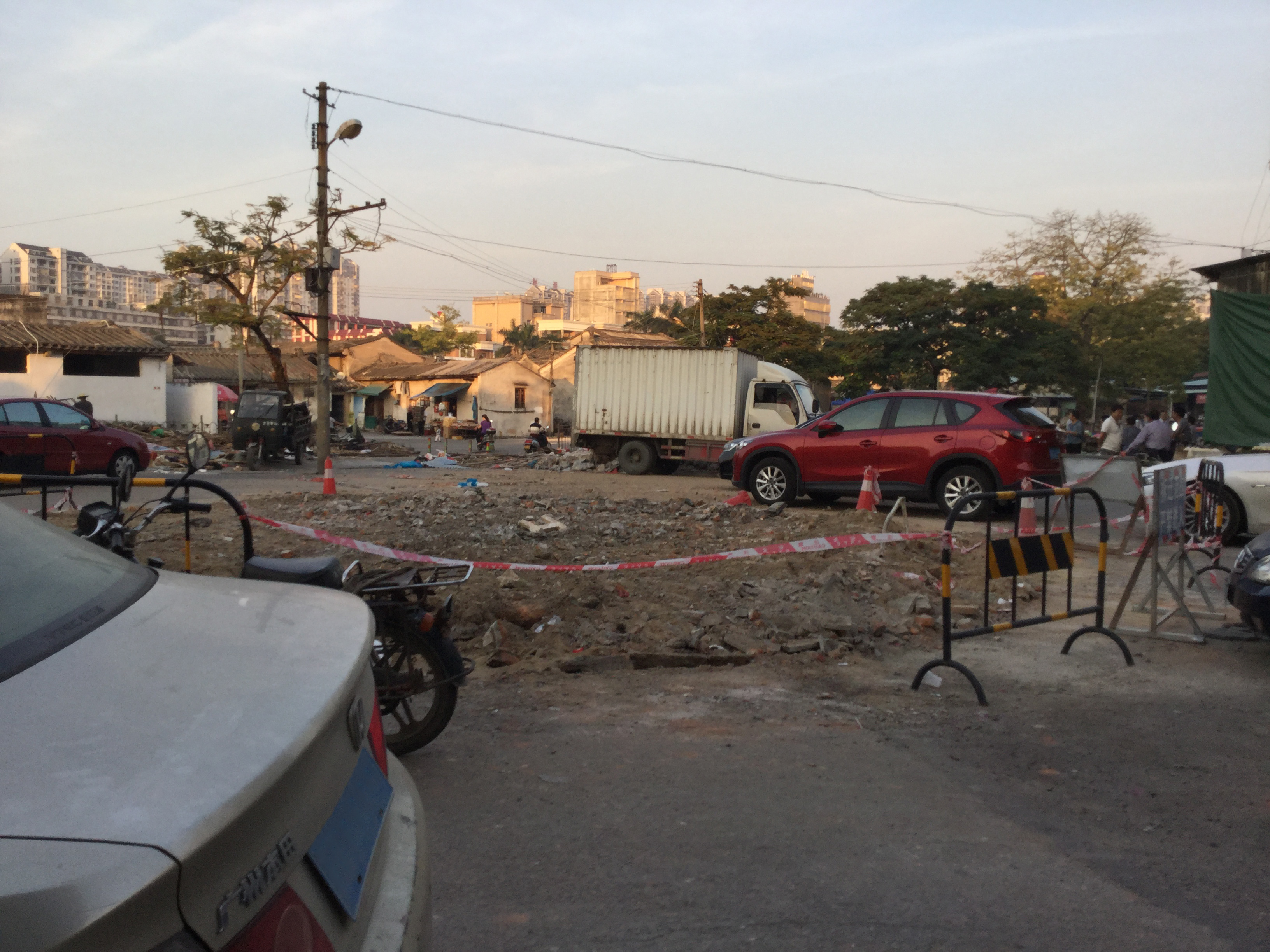
拆除后的港墘假山，摄于2017年10月27日。

港墘假山是位于中國广东省揭阳市榕城区进安街与天福东路交界的一座假山，为1991年港墘村投资兴建，曾经是揭阳市的地标。
2017年10月25日上午9时，为扩建道路，时隔26年的港墘假山被拆除。现在港墘假山的原位置是天福东路的一个路段。